# Федичкина, Татьяна Игоревна
Татьяна Игоревна Федичкина (род. 30 апреля 1999) — российская тяжелоатлетка.

## Биография
Родилась 30 апреля 1999 года.
Тренируется под руководством Артура Максимовича Абдулмеджидова.
В 2018 году получила звание «Мастер спорта России».
Член сборной России по тяжёлой атлетике.

## Спортивные достижения
Призёр первенства мира среди юниоров в толчке в весовой категории до 81 кг (Фиджи 2019)
Призёр чемпионатов Европы среди юниоров и молодёжи:
- Румыния 2019 в/к до 87 кг — 3 место[2]
- Финляндия 2021 в/к до 81 кг — 2 место[3]

Национальные чемпионаты и первенства:
- Чемпион первенства России среди юниоров 2019 года
- Чемпион первенства России среди молодёжи 2019 года
- Чемпион первенства России среди молодёжи 2020 года
- Серебряный призёр кубка России 2020 года
- Серебряный призёр чемпионата России 2020 года.
- Чемпион первенства России среди молодёжи 2021 года
- Чемпион кубка России 2021 года
- Победитель Чемпионата России 2021 года в/к 81кг[4].
- Чемпион первенства России среди молодёжи 2022 года в в/к до 87кг [5]

Является многократной рекордсменкой страны среди молодёжи.
- Бронзовый призёр Чемпионата России по тяжёлой атлетике 2023 года. Весовая категория до 71 кг.
- Бронзовый призёр Кубка России 2023 года .
- Бронзовый призёр Чемпионата России по тяжёлой атлетике 2025 года. Весовая категория до 76 кг.